# 綠腹花蜜鳥

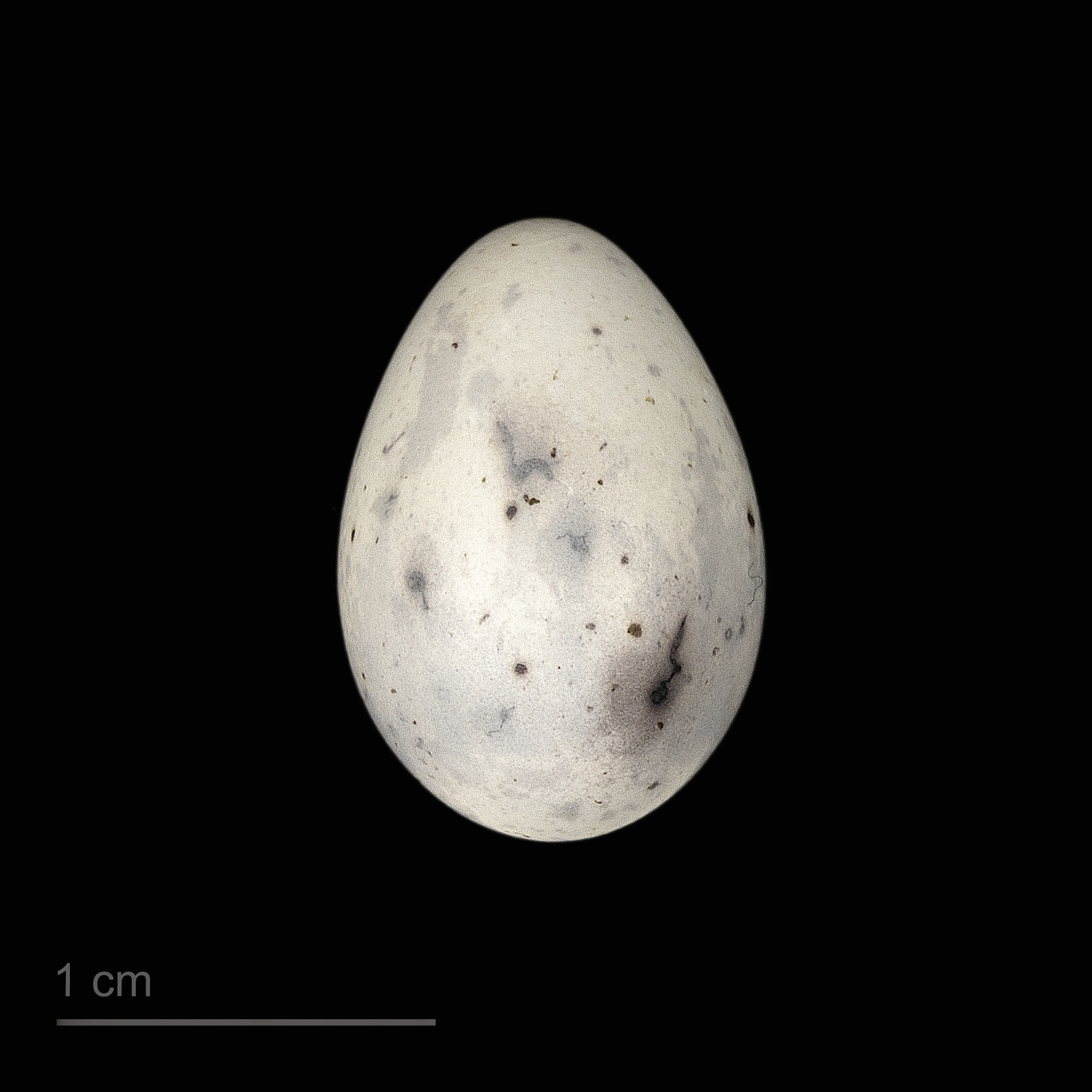
卵 Cinnyris chloropygius

綠腹花蜜鳥是太陽鳥科雙領花蜜鳥屬的其中一種，廣泛分布於非洲熱帶雨林。

## 描述

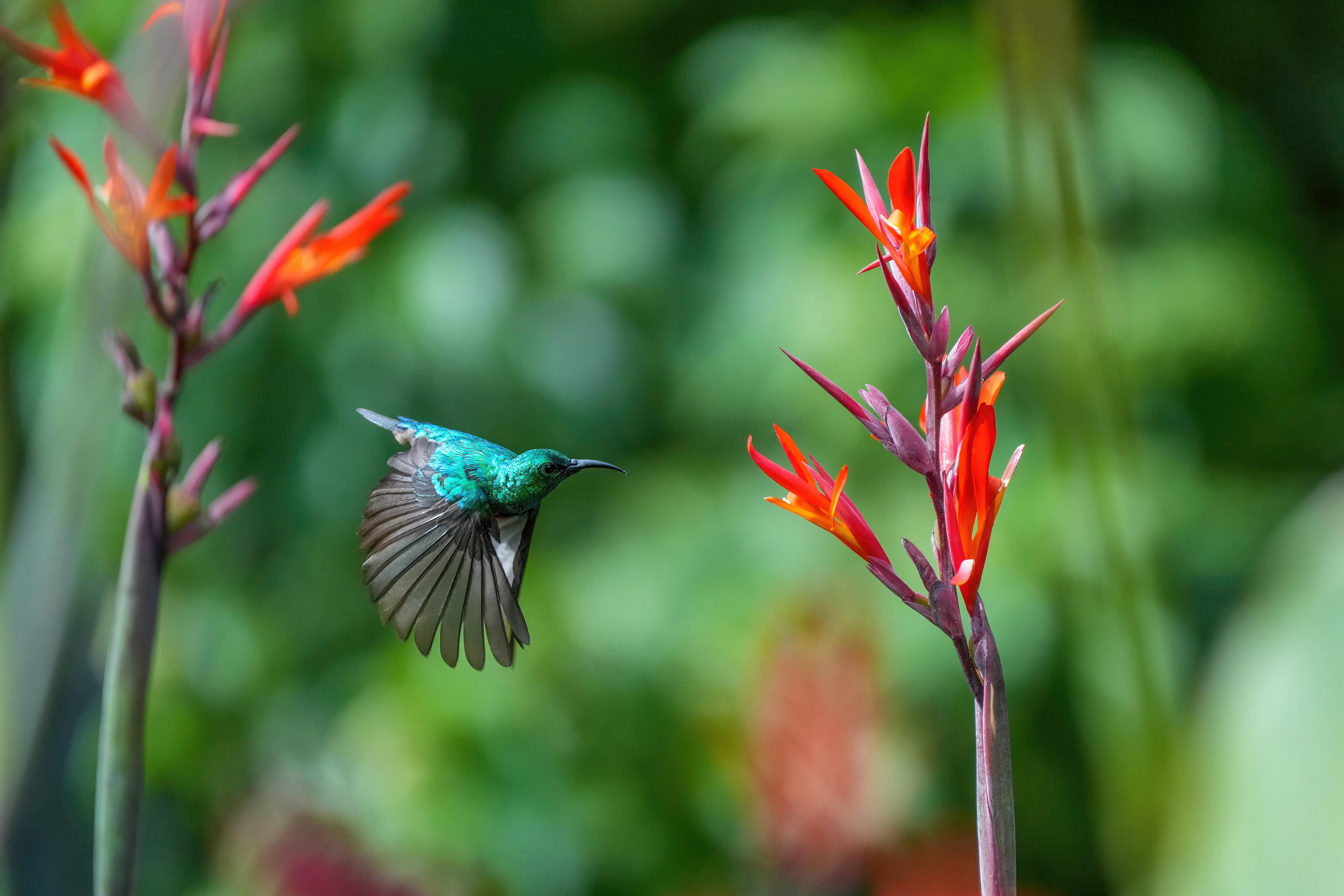
飛行中的綠腹花蜜鳥（雄鳥）

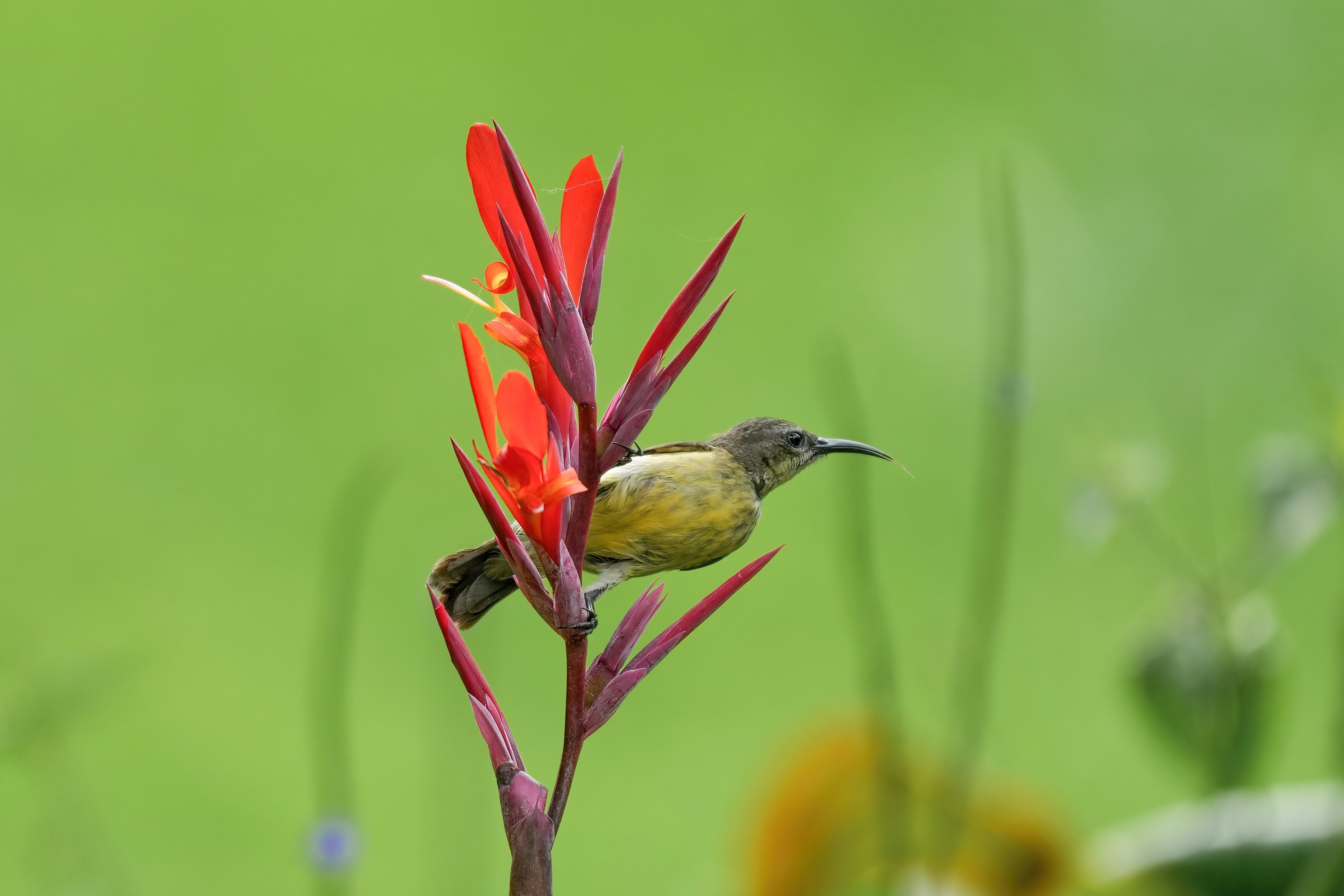
綠腹花蜜鳥（雌鳥）

綠腹花蜜鳥是一種小型品種，外觀與姬花蜜鳥非常相似。成年雄鳥的頭部、背部和喉嚨呈金屬綠色，翅膀呈深褐色，臀部呈金屬藍色，尾巴呈黑色，帶有紫藍色的光澤。在較寬的猩紅色胸斑上方有一條狹窄的藍色胸帶、檸檬黃色的胸絨和橄欖色的腹部。與稍小的姬花蜜鳥不同的是，它的鳥喙較大，紅色胸羽中沒有藍色條紋。成年雌鳥的頭部和上半部為橄欖褐色，翅膀為深褐色，尾部為深褐色。下半身為橄欖黃色，比姬花蜜鳥更黃且條紋較少。

## 生態
綠腹花蜜鳥單獨或成對活動，有時約六隻成群。它在樹冠的低處覓食，以毛蟲、甲蟲、蜘蛛、花蜜、花朵和種子為食。雄鳥是領地鳥，會趕走同種鳥和小太陽鳥。巢是由草、樹皮條和樹葉組成的，巢內鋪有細小的材料。孵化完全由雌性完成。

## 現況
綠腹花蜜鳥是一種常見物種，分布範圍很廣，種群趨勢被認為是穩定的。國際自然保護聯盟評估該鳥的保育狀態為無危物種。